# الجمهورية التشيكوسلوفاكية الثانية
الجمهورية التشيكوسلوفاكية الثانية  اصطلاح يشير إلى تشيكوسلوفاكيا ما بين 1 أكتوبر 1938 أي بعد معاهدة ميونخ حتى 14 مارس 1939 حينما احتلالها ألمانيا النازية لم تدم الدولة سوى 167 يوما. وقد تألفت الجمهورية من بوهيميا ومورافيا، سيليسيا، والمناطق ذاتية الحكم وهي كل من سلوفاكيا وروثينيا.
نتجت الجمهورية التشيكوسلوفاكية الثانية بعد اقتطاع ألمانيا لإقليم السوديت في 30 سبتمبر 1938 بموجب معاهدة ميونخ وما تلى ذلك في نوفمبر من اقتطاع المملكة المجرية لأجزاء واسعة من تشيكوسلوفاكيا بناء على منحة فيينا الأولى انتهت الجمهورية الثانية في 15 مارس 1939 حينما غزتها ألمانيا.

## التاريخ
كانت الجمهورية التشيكوسلوفاكية من الحكم الذاتي في السابق وقدأصبحت دولة ضعيفة إلى حد كبير. وقد نتج عن اتفاقية ميونيخ في بوهيميا ومورافيا فقدان حوالي 38 ٪ من مساحتها مجتمعة إلى ألمانيا، مع حوالى 3.2 مليون نسمة 750000 الألمانية والتشيكية. تفتقر إلى حدودها الطبيعية، وبعد أن فقدت نظامها مكلفة لإغناء الحدود، مشيرا إلى ان الدولة الجديدة لا يمكن الدفاع عنها عسكريا. كان حوالي 86.5 ٪ من السكان في هذه المنطقة وفقا لتعداد عام 1941، حصلت بولندا على بلدةتشيسكي تشين مع المنطقة المحيطة بها (حوالي 906 كيلومترا مربعا، وبعض السكان 250000، معظمهم من البولنديين) واثنين من المناطق الحدودية في شمال سلوفاكيا. وعلاوة على ذلك، قامت الحكومة التشيكوسلوفاكية في رعاية المشاكل التشيكية ورعاية حوالي 115،000 و30،000 لاجئ ألماني فروا إلى الردف المتبقية من تشيكوسلوفاكيا.
كان النظام السياسي للبلاد في حالة من الفوضى أيضًا. بعد استقالة إدوارد بينيش في 5 أكتوبر، تولى رئيس الوزراء يان سيروفي معظم المهام الرئاسية -وفقًا للدستور- إلى حين اختيار إميل هاشا رئيسًا في 30 نوفمبر 1938. اختير هاشا بسبب اعتناقه للكاثوليكية وأفكاره المحافظة وبسبب عدم تورطه في أي حكومة أدت إلى تقسيم البلاد. عين هاشا رودولف بيران، زعيم الحزب الزراعي منذ عام 1933، رئيسًا للوزراء في 1 ديسمبر 1938.
على عكس معظم أعضاء الحزب الزراعي، كان بيران متشككا في الليبرالية والديمقراطية. حُلّ الحزب الشيوعي، على الرغم من السماح لأعضائه بالبقاء في البرلمان. فُرضت رقابة صارمة، وقُدّم قانون تمكيني سمح للحكومة بالحكم دون برلمان. اندمجت معظم الأحزاب غير الاشتراكية في الأراضي التشيكية في حزب الوحدة الوطنية، وكان بيران زعيمًا عليه.

## التوترات الإثنية
اضُطرت جمهورية تشيكوسلوفاكيا الضعيفة إلى حد كبير إلى منح امتيازات كبيرة لغير التشيك. بعد اتفاق ميونخ، نقل الجيش التشيكوسلوفاكي أجزاء من وحداته، التي كانت في الأصل في الأراضي التشيكية، إلى سلوفاكيا، بهدف مواجهة المحاولات المجرية الواضحة لتعديل الحدود السلوفاكية.
قبلت حكومة تشيكوسلوفاكيا اتفاقية زيلينا التي تنص على تشكيل حكومة سلوفاكية مستقلة مع جميع الأحزاب السلوفاكية باستثناء الحزب الديمقراطي الاجتماعي في 6 أكتوبر 1938. رُشّح جوزيف تيسو ليكون رئيسًا لها. كانت الوزارات المشتركة الوحيدة التي بقيت هي وزارات الدفاع الوطني والخارجية والمالية. اعتمدت الدولة رسميًا الاسم المختصر لتشيكوسلوفاكيا، باعتباره جزءًا من الصفقة.
وبالمثل، وافق الفصيلان الرئيسيان في روثينيا الكابارتية، وهما روسوفيليا (حب روسيا أو الروس) وأكرانيفيليا (حب وعشق وتقدير لأكرانيا)، على إنشاء حكومة مستقلة، والتي تشكلت في 8 أكتوبر 1938. انعكاسًا لانتشار الوعي الوطني الأوكراني الحديث، سيطر الفصيل المؤيد للأوكرانية، بقيادة أفوستن فولوشين، على الحكومة المحلية وأُعيد تسمية روثينيا الكابارتية إلى أوكرانيا الكاربانية.

## تقسيم تشيكوسلوفاكيا
في يناير 1939، انهارت المفاوضات بين ألمانيا وبولندا. حدد هتلر موعدًا لغزو بوهيميا ومورافيا صباح 15 مارس. في غضون ذلك، تفاوض مع حزب الشعب السلوفاكي ومع مملكة المجر وممثليها للأقلية المجرية في سلوفاكيا للتحضير لتفكيك الجمهورية التشيكوسلوفاكية الثانية قبل الغزو. في 13 مارس، دعا هتلر جوزيف تيسو إلى برلين، حيث عرض على تيسو خيار إعلان الدولة السلوفاكية والانفصال عن تشيكوسلوفاكيا.
في مثل هذه الحالة، سوف تحمي ألمانيا سلوفاكيا ولن تسمح للمجريين بالضغط على سلوفاكيا بخصوص أي مطالب إقليمية إضافية. إذا رفض السلوفاك، فإن ألمانيا ستحتل بوهيميا ومورافيا ولن تبالي بنفسها في مصير سلوفاكيا – ما يعني في الواقع ترك السلوفاك إلى رحمة المجريين والبولنديين (كانت بولندا قد طالبت بإقليم سبيس السلوفاكي منذ الحرب البولندية التشيكوسلوفاكية). خلال الاجتماع، مرر يواخيم فون ريبنتروب تقريرًا -زائفًا- يقول فيه إن القوات المجرية تقترب من الحدود السلوفاكية. رفض تيسو اتخاذ مثل هذا القرار بنفسه، وبعد ذلك سمح له هتلر بتنظيم اجتماع للبرلمان السلوفاكي بعنوان («حِمية الأرض السلوفاكية»)، والذي وافق على استقلال سلوفاكيا.
في 14 مارس، عُقد البرلمان السلوفاكي واستمع إلى تقرير تيسو حول مناقشته مع هتلر بالإضافة إلى إعلان الاستقلال. كان بعض النواب متشككين في اتخاذ مثل هذه الخطوة، ولكن سرعان ما أُبطل النقاش حين أعلن كارماسين أن أي تأخير في إعلان الاستقلال سيؤدي إلى تقسيم سلوفاكيا بين المجر وألمانيا. في ظل هذه الظروف، أعلن البرلمان بالإجماع استقلال سلوفاكيا، وعُيّن تيسو أول رئيس وزراء للجمهورية الجديدة. في اليوم التالي، أرسل تيسو برقية (والتي كُتبت بالفعل في اليوم السابق في برلين) تطلب من الرايخ الثالث أن يتولى حماية الدولة المتشكلة حديثًا. قبلت ألمانيا الطلب بسهولة.